# Uchtica (stacja kolejowa)
Uchtica (ros. Ухтица) – stacja kolejowa wśród tajgi, w rejonie biełomorskim, w Karelii, w Rosji. Położona jest na linii Biełomorsk – Obozierskij, w znacznym oddaleniu od osad ludzkich.